# Port Grimaud
Port Grimaud je přístav a turistické letovisko u města Grimaud ve francouzském departementu Var v regionu Provence-Alpes-Côte d'Azur, ležící v zálivu Saint-Tropez asi čtyři kilometry západně od města Saint-Tropez. Městečko na vodě ve stylu italských Benátek postavil v 60. letech 20. století architekt François Spoerry. Proto je také někdy nazýváno „Francouzské Benátky“. Stavby jsou umístěny na poloostrovech a ostrůvcích.